# Oskar Alin
Oskar Alin (Falun, 22 dicembre 1846 – Stoccolma, 31 dicembre 1900) è stato uno storico svedese.
Insegnante di storia a Uppsala (1882-1900), pubblicò i trattati del Riksdag e di storia svedese.
Esaminò l'unione finnica-norvegese, arrivando a dire che si trattò di un'unione tra STati e non tra dinastie.
Fu parlamentare dal 1899 e si impegnò per difendere i diritti del popolo.

## Opere
- Bidrag till svenska rådets historia under medeltiden (Upsala 1872);
- Sveriges historia, 1511-1611 (Stockholm, 1878);
- Bidrag till svenska statskickets historia (Stockholm, 1884–1887);
- Den svensk-norsk unionen (Stockholm, 1889–1891)
- Fjerde artiklen af fredstraktaten i Kiel (Stockholm, 1899);
- Carl Johan och Sveriges yttre politik, 1810-1815 (Stockholm, 1899);
- Carl XIV Johan och rikets ständer, 1840-1841 (Stockholm, 1893).